# 22 km
22 km (ukr. 22 км) – przystanek kolejowy i posterunek odgałęźny w miejscowości Wełykodołynśke, w rejonie odeskim, w obwodzie odeskim, na Ukrainie.